# 杉山直治郎
杉山 直治郎（すぎやま なおじろう、1878年（明治11年）1月29日 - 1966年（昭和41年）2月15日）は、日本の法学者。専門は比較法学、フランス法。東京帝国大学法学部教授、日本学士院会員などを歴任した。

## 経歴
1878年（明治11年）、東京府平民杉山勘蔵・かねの長男として、東京市下谷区にて生まれる。私立小学校、中学校を経て、1899年（明治32年）に第一高等学校を卒業。同年、東京帝国大学法科大学仏法科に入学し、1903年（明治36年）に卒業、法学士の称号を得る。同年、同大学院に進み、翌年には学習院教授として民法、ローマ法を講じる傍ら、法政大学、早稲田大学、明治大学、日本大学で講師として教壇に立つ。1905年（明治38年）には文部省から海外留学を命じられ、フランス・パリ大学、スイス・ベルン大学、ドイツ・ベルリン大学で民法、商法の研究を行い、1908年（明治41年）に帰国。帰国後直ちに長崎高等商業学校（現・長崎大学経済学部）教授に就任し、1913年（大正2年）に辞職。同年には東京帝国大学法科大学講師としてフランス法を講じ、翌1914年（大正3年）に同助教授、1915年（大正4年）には同教授（仏蘭西法講座担当）に昇任し、1938年（昭和13年）の定年まで在職した。この間1916年（大正5年）には文部大臣から法学博士の学位を授与された（東京帝国大学総長推薦、第1126号）。退官後、1938年に東京帝国大学名誉教授となり、1939年（昭和14年）に帝国学士院会員に選出された。1966年（昭和41年）2月15日、肺炎のため静岡県伊東市の自宅で死去。88歳没。

## 著書
- "Ma mission en France, 1934; conférences et allocutions", 1938, Maison franco-japonaise
- 『契約法則より観たる九国条約の効力』（1939年、岩波書店）
- 『法源と解釈』（1957年、有斐閣）
- 『温泉権概論』（北條浩、上村正名、宮平真弥編、2005年、御茶の水書房）

### 編著
- 『富井先生還暦祝賀法律論文集』（1918年、有斐閣書房）
- 『富井男爵追悼集』（1936年、日仏会館）

### 訳書
- アンリ・カピタン『仏蘭西民法の変遷』（1932年、梓書房）
- 『仏蘭西法諺』（1951年、日本比較法研究所）

## 栄典・称号
- 法学博士（1916年）
- レジオン・ドヌール勲章オフィシエ（1922年）
- パリ大学名誉博士（1932年）
- 勲二等瑞宝章（1933年）
- リヨン大学名誉博士（1933年）
- レジオン・ドヌール勲章コマンドゥール（1934年）
- ボルドー大学名誉博士（1934年）
- 正三位（1938年）

出典